# Brooks Nunatak
Il Brooks Nunatak è un nunatak, o picco roccioso isolato, alto 1.615 m, situato 11 km a sudovest del Shurley Ridge, sul fianco meridionale della Mackin Table, nel Patuxent Range, nei Monti Pensacola, in Antartide. 
Il nunatak è stato mappato dall'United States Geological Survey (USGS) sulla base di rilevazioni e foto aeree scattate dalla U.S. Navy nel periodo 1956-66.
La denominazione è stata assegnata dall'Advisory Committee on Antarctic Names (US-ACAN), in onore di Robert E. Brooks, biologo che soggiornò presso la Base Amundsen-Scott nell'estate 1966-67.